# Stictopisthus caribbeanus
Stictopisthus caribbeanus är en stekelart som beskrevs av Dasch 1974. Stictopisthus caribbeanus ingår i släktet Stictopisthus och familjen brokparasitsteklar. Inga underarter finns listade i Catalogue of Life.